# FC Wacker Innsbruck (2002)
FC Wacker Innsbruck är en fotbollsklubb i Innsbruck i Österrike, grundad 2002. Hemmamatcherna spelas på Tivoli Stadion Tirol.

## Historia
Wacker Innsbruck är följden av Tirol Innsbrucks konkurs 2002. Då skapades Wacker Tirol som 2007 bytte namn till dagens Wacker Innsbruck. Wacker Innsbruck är i sin tur ett nygammalt namn som stadens ledande förening, grundad 1915 och upplöst 1999, hade. Det gamla Wacker Innsbruck blev bland annat österrikiska mästare fem gånger under 1970-talet.

## Ligaplaceringar
| Säsong    | Nivå | Liga              | Placering | Referens | Notering                               |
| --------- | ---- | ----------------- | --------- | -------- | -------------------------------------- |
| 2002/2003 | 3    | Regionalliga West | 1         | [ 1 ]    | Uppflyttad till Erste Liga 2003/2004   |
| 2003/2004 | 2    | Erste Liga        | 1         | [ 2 ]    | Uppflyttad till Bundesliga 2004/2005   |
| 2004/2005 | 1    | Bundesliga        | 6         | [ 3 ]    |                                        |
| 2005/2006 | 1    | Bundesliga        | 9         | [ 4 ]    |                                        |
| 2006/2007 | 1    | Bundesliga        | 9         | [ 5 ]    |                                        |
| 2007/2008 | 1    | Bundesliga        | 10        | [ 6 ]    | Nedflyttad till Erste Liga 2008/2009   |
| 2008/2009 | 2    | Erste Liga        | 2         | [ 7 ]    |                                        |
| 2009/2010 | 2    | Erste Liga        | 1         | [ 8 ]    | Uppflyttad till Bundesliga 2010/2011   |
| 2010/2011 | 1    | Bundesliga        | 6         | [ 9 ]    |                                        |
| 2011/2012 | 1    | Bundesliga        | 7         | [ 10 ]   |                                        |
| 2012/2013 | 1    | Bundesliga        | 8         | [ 10 ]   |                                        |
| 2013/2014 | 1    | Bundesliga        | 10        | [ 10 ]   | Nedflyttad till Erste Liga 2014/2015   |
| 2014/2015 | 2    | Erste Liga        | 6         | [ 11 ]   |                                        |
| 2015/2016 | 2    | Erste Liga        | 3         | [ 12 ]   |                                        |
| 2016/2017 | 2    | Erste Liga        | 4         | [ 13 ]   |                                        |
| 2017/2018 | 2    | Erste Liga        | 1         | [ 13 ]   | Uppflyttad till Bundesliga 2018/2019   |
| 2018/2019 | 1    | Bundesliga        | 12        | [ 10 ]   | Nedflyttad till 2. Liga 2019/2020      |
| 2019/2020 | 2    | 2. Liga           | 9         | [ 14 ]   | Nedflyttad till Regionalliga 2022/2023 |